# Schmigadoon!
Schmigadoon! è una serie televisiva del 2021 creata da Cinco Paul e Ken Daurio. La serie è liberamente tratta dal musical del 1947 Brigadoon. Nel giugno 2022 è stato rinnovato per una seconda stagione.
La prima stagione della serie è una parodia e un omaggio satirico ai musical dell'età dell'oro degli anni '40 e '50. Nella seconda stagione, invece, Josh e Melissa si ritrovano a Schmicago, un mondo che offre un simile omaggio satirico ai musical degli anni '60 e '70. Nel gennaio 2024 la serie non viene rinnovata per una terza stagione.

## Premessa
Nella prima stagione Melissa e Josh sono una coppia in crisi e decidono di partire per un viaggio per cercare di salvare la loro relazione. Il piano non funziona e la coppia continua a litigare, tuttavia i due si ritrovano in una città misteriosa chiamata Schmigadoon, dove tutto sembra venire da un musical di Broadway. Josh e Melissa si rendono conto di non riuscire a lasciare la cittadina e capiscono che per potersene andare dovranno creare il loro lieto fine da musical innamorandosi ancora.
Nella seconda stagione, Melissa e Josh trovano le loro vite monotone come medici a New York City; decidono, così, di voler tornare al pittoresco villaggio di Schmigadoon ma arrivano, invece, in una città che rende omaggio satirico ai musical sexy e oscuri degli anni '60 e '70, chiamata Schmicago. Il titolo è una parodia del musical Chicago del 1975.

## Episodi
| Stagione         | Episodi | Pubblicazione USA | Pubblicazione Italia |
| ---------------- | ------- | ----------------- | -------------------- |
| Prima stagione   | 6       | 2021              | 2021                 |
| Seconda stagione | 6       | 2023              | 2023                 |

## Personaggi e interpreti

### Personaggi principali
- Josh Skinner, interpretato da Keegan-Michael Key. Medico newyorchese fidanzato con Melissa.
- Melissa Gimble, interpretata da Cecily Strong. Dottoressa newyorchese fidanzata con Josh.
- Reverendo Howard Layton, interpretato da Fred Armisen.
- Betsy McDonough, interpretata da Dove Cameron. Una delle sette figlie del fattore McDonough, ispirato al personaggio di Ado Annie del musical Oklahoma!
- Doc Jorge Lopez, interpretato da Jaime Camil.
- Margaret/Mildred Layton, interpretata da Kristin Chenoweth. La moglie del predicatore, ispirata al personaggio di Mrs Shinn del musical The Music Man
- Aloysius Menlove, interpretato Alan Cumming. Omosessuale represso e sindaco di Schmigadoon.
- Emma Tate, interpretata da Ariana DeBose. Maestra di scuola, ispirata al personaggio di Marian Paroo del musical The Music Man.
- Florence Menlove, interpretata da Ann Harada. La moglie del sindaco.
- Contessa Gabriele Von Blerkom, interpretata da Jane Krakowski. Ricca aristocratica, ispirata al personaggio della Baronessa del musical The Sound of Music.
- Lepricauno, interpretato da Martin Short. Uno gromo fatato, ispirato al personaggio di Og del musical Finian's Rainbow.
- Danny Bailey, interpretato da Aaron Tveit. Rude giostraio della città, ispirato al personaggio di Billy Bigelow del musical Carousel.

## Produzione

### Sviluppo
Schmigadoon! fu annunciato nel gennaio del 2020 e fu confermato anche che Cecily Strong avrebbe prodotto e interpretato la serie. Nell'ottobre dello stesso anno Keegan-Michael Key, Alan Cumming, Fred Armisen, Kristin Chenoweth, Aaron Tveit, Dove Cameron, Ariana DeBose, Jaime Camil, Jane Krakowski e Ann Harada si unirono al cast.

### Riprese
Le riprese sono state effettuate a Vancouver tra il 13 ottobre e il 10 dicembre del 2020.

## Promozione
Il primo trailer è stato distribuito il 25 giugno 2021.

## Distribuzione
La serie ha debuttato globalmente su Apple TV+ il 16 luglio 2021, con il rilascio dei primi due episodi. I restanti episodi sono stati rilasciati settimanalmente.

## Accoglienza
Schmigadoon! è stato accolto positivamente della critica. Sull'aggregatore di recensioni Rotten Tomatoes, la serie ottiene l'89% delle recensioni professionali positive, con un voto medio di 7,37 su 10 basato su 66 recensioni; mentre su Metacritic ha un punteggio di 73 su 100 basato su 32 recensioni.